# Popeye Village
Popeye Village är en park i Malta.   Den ligger i kommunen Il-Mellieħa, i den nordvästra delen av landet vid havet. Popeye Village ligger 12 meter över havet.
Närmaste större samhälle är Birkirkara, 13 km sydost om Popeye Village. 